# Castelo d'Angles-sur-l'Anglin
O Château d'Angles-sur-l'Anglin é um castelo em ruínas na comuna de Angles-sur-l'Anglin, no departamento de Vienne, na França. Data originalmente do século XII, com alterações e adições significativas no século XV.
A ruína encontra-se aberta ao público.
Um motte encontrava-se construído neste local antes do castelo actual. Os primeiros registos datam de 1025. A torre de menagem e a abóbada foram construídas no século XII. No século XV, a torre de menagem foi alterada para o bispo Hugues de Combarel, que também construiu o novo castelo. Guillaume de Charpagne, o seu sucessor, continuou o trabalho.
O castelo está classificado desde 1926 como um monumento histórico pelo Ministério da Cultura da França.